# Wilkinsburg, Pennsylvania
Wilkinsburg là một thị trấn thuộc quận Allegheny, tiểu bang Pennsylvania, Hoa Kỳ. Năm 2010, dân số của thị trấn này là 15930 người.